# Карасёвка (Ленинский район)
Карасёвка (до 1948 года Мавлю́ш; укр. Карасівка, крымскотат. Mavluş, Мавлуш) — исчезнувшее село в Ленинском районе Республики Крым, располагавшееся на юго-западе района и Керченского полуострова, примерно в 3,5 км к юго-востоку от современного села Яркое.

## История
Первое документальное упоминание села встречается в Камеральном Описании Крыма… 1784 года, судя по которому, в последний период Крымского ханства Молош входил в Орта Керченский кадылык Кефинского каймаканства. После присоединения Крыма к России (8) 19 апреля 1783 года, (8) 19 февраля 1784 года, именным указом Екатерины II сенату, на территории бывшего Крымского Ханства была образована Таврическая область и деревня была приписана к Левкопольскому, а после ликвидации в 1787 году Левкопольского — к Феодосийскому уезду Таврической области. После Павловских реформ, с 1796 по 1802 год, входила в Акмечетский уезд Новороссийской губернии. По новому административному делению, после создания 8 (20) октября 1802 года Таврической губернии, Мавлюш был включён в состав Кадыкелечинской волости Феодосийского уезда.
По Ведомости о числе селений, названиях оных, в них дворов… состоящих в Феодосийском уезде от 14 октября 1805 года , в деревне Мавлеш-Киргиз числилось 7 дворов и 81 житель. На военно-топографической карте генерал-майора Мухина 1817 года деревня Мавлиш обозначена с 6 дворами. После реформы волостного деления 1829 года Мавлюк, согласно «Ведомости о казённых волостях Таврической губернии 1829 года», отнесли к Чалтемирской волости (переименованной из Кадыкелечинской). На карте 1836 года в деревне 1 двор, а на карте 1842 года Мавлюш обозначен условным знаком «малая деревня», то есть, менее 5 дворов.
В 1860-х годах, после земской реформы Александра II, деревню приписали к Сарайминской волости. Согласно «Списку населённых мест Таврической губернии по сведениям 1864 года», составленному по результатам VIII ревизии 1864 года, Мавлюш — владельческая татарская деревня с 16 дворами, 74 жителями и мечетью при колодцах. По обследованиям профессора А. Н. Козловского начала 1860-х годов, в селении колодцы были глубиной от 2 до 5 саженей (от 4 до 10 м), все с солёной водой. Также имелись ауты, которые высыхали в течение лета (Аут — небольшой пруд в степном Крыму, наполнявшийся дождевой и талой водой). На трёхверстовой карте Шуберта 1865—1876 года в деревне Мавлюш обозначено 15 дворов. По «Памятной книге Таврической губернии 1889 года», по результатам Х ревизии 1887 года, в деревне Мавлюш числилось 25 дворов и 133 жителя.
После земской реформы 1890 года, деревню приписали к Петровской волости. По «…Памятной книжке Таврической губернии на 1892 год» в Мавлюше, не входившем ни в одно сельское общество числилось 116 жителей, домохозяйств не имеющих. На верстовой карте Крыма 1896 года в селении обозначено 36 дворов с татарским населением. По «…Памятной книжке Таврической губернии на 1902 год» в деревне Мавлюш, входившей в Джапар-Бердынское сельское общество, числилось 217 жителей в 31 домохозяйстве. По Статистическому справочнику Таврической губернии. Ч.II-я. Статистический очерк, выпуск пятый Феодосийский уезд, 1915 год, в деревне Мавлюш (на земле Грамматикова) Петровской волости Феодосийского уезда числилось 50 дворов (2 двора с землёй, 48 — безземельные) со смешанным населением в количестве 121 человека приписных жителей и 127 «посторонних», из которых 129 мужчин и 119 женщин. Жители владели 189 десятинами удобной земли, с примечанием, что сельхозугодья принадлежали Грамматикову. В хозяйствах имелось 170 лошадей, 58 волов, 48 коров и 348 голов овец, свиней, или коз.
После установления в Крыму Советской власти, по постановлению Крымревкома, 25 декабря 1920 года был образован Керченский (степной) уезд, а, постановлением ревкома № 206 «Об изменении административных границ» от 8 января 1921 года была упразднена волостная система и село вошло в состав Петровского района Керченского уезда, а в 1922 году уезды получили название округов. 11 октября 1923 года, согласно постановлению ВЦИК, в административное деление Крымской АССР были внесены изменения, в результате которых округа были отменены, Петровский район упразднили, влив в Керченский район. Согласно Списку населённых пунктов Крымской АССР по Всесоюзной переписи 17 декабря 1926 года, в селе Мавлюш, центре Мавлюшского сельсовета Керченского района, числилось 55 дворов, из них 54 крестьянских, население составляло 258 человек, из них 247 татар, 7 русских, 1 украинец, 1 белорус, 2 записаны в графе «прочие», действовала татарская школа I ступени (пятилетка). Постановлением ВЦИК «О реорганизации сети районов Крымской АССР» от 30 октября 1930 года (по другим сведениям 15 сентября 1931 года) Керченский район упразднили и село включили в состав Ленинского. Видимо, в ходе той же реорганизации, был упразднён сельсовет, поскольку на 1940 год он уже не существовал. На подробной карте РККА Керченского полуострова 1941 года в селе обозначено 48 дворов.
В 1944 году, после освобождения Крыма от фашистов, согласно постановлению ГКО № 5859 от 11 мая 1944 года, 18 мая крымские татары были депортированы в Среднюю Азию. С 25 июня 1946 года селение в составе Крымской области РСФСР. Указом Президиума Верховного Совета РСФСР от 18 мая 1948 года, Мавлюш переименовали в Карасёвку. 26 апреля 1954 года Крымская область была передана из состава РСФСР в состав УССР. Исключена из учётных данных в 1957 году (согласно справочнику «Крымская область. Административно-территориальное деление на 1 января 1968 года» — в период с 1954 по 1968 год, как село Ленинского сельсовета).

### Динамика численности населения
| - 1805 год — 81 чел. - 1864 год — 74 чел. - 1889 год — 133 чел. - 1892 год — 116 чел. | - 1902 год — 217 чел. - 1915 год — 121/127 чел. - 1926 год — 258 чел. |